# División 1 de Jordania
La División 1 de Jordania es el torneo de fútbol de segundo nivel de clubes Jordania, según el sistema piramidal. Es organizada por la Federación de Fútbol de Jordania. Mugayyir as-Sirhan es el actual campeón.

## Promoción y descenso
El campeón y subcampeón son promovidos directamente a la Liga Premier de Jordania. Los dos equipos ubicados en la parte inferior, al finalizar la temporada, descienden a la División 2 de Jordania.

## Campeones
Fuente:
- 2003-04 Al-Qouqazy
- 2004-05 Al-Jazeera o Al-Yarmouk (sin especificar)[2]
- 2005-06 Al-Arabi
- 2006-07 Shabab Al-Hussein o Al-Ahli (sin especificar)[3]
- 2007-08 Al-Yarmouk
- 2008-09 Al-Karmel
- 2009-10 Mansheyat Bani Hasan
- 2010-11 Al-Jaleel
- 2011-12 Shabab Al-Hussein
- 2012-13 Al-Hussein
- 2013-14 Al-Ittihad Al-Ramtha
- 2014-15 Kfarsoum
- 2015-16 Sahab SC
- 2016-17 Shabab Al-Aqaba
- 2017-18 Al-Salt
- 2018-19 Sahab SC
- 2020 Al-Jaleel
- 2021 Mugayyir as-Sirhan

## Equipos 2022
| División 1 de Jordania 2022 | División 1 de Jordania 2022 | División 1 de Jordania 2022 | División 1 de Jordania 2022 |
| Club                        | Ciudad                      | Estadio                     | Año de fundación            |
| --------------------------- | --------------------------- | --------------------------- | --------------------------- |
| Al-Arabi                    | Irbid                       | Al-Hassan Stadium           | 1945                        |
| Amman FC                    | Amán                        | King Abdullah II Stadium    | 2008                        |
| Al-Jalil                    | Irbid                       | Al-Hassan Stadium           | 1953                        |
| Al-Ahli SC                  | Amán                        | King Abdullah II Stadium    | 1944                        |
| Al-Sarhan                   | Mafraq                      | Al-Mafraq Field             | 1977                        |
| Alia club                   | Madaba                      | Madaba Field                | 1991                        |
| Al Hashimiya                | Zarqa                       | Prince Mohammed Stadium     | 1979                        |
| Al-Turra                    | Irbid                       | Prince Hashim Stadium       | 1979                        |
| Al-Yarmouk                  | Amán                        | King Abdullah II Stadium    | 1959                        |
| Bala'ama                    | Mafraq                      | Bala'ama Field              | 1980                        |
| Ittihad Al-Ramtha           | Ar Ramtha                   | Prince Hashim Stadium       | 1990                        |
| Al Buqa'a                   | Gobernación de Balqa'       | Prince Mohammed Stadium     | 1968                        |
| Kufrsoum SC                 | Irbid                       | Prince Hashim Stadium       | 1973                        |
| Al-Karmel SC                | Irbid                       | Prince Hashim Stadium       | 1969                        |